# Entreprise sociale pour l'habitat
Pour les articles homonymes, voir ESH.
Une entreprise sociale pour l'habitat (ESH) est un organisme privé de gestion de logements sociaux.

## Présentation des ESH
Les ESH étaient jusqu'en 2002 désignées sous le terme de « sociétés anonymes d'habitations à loyer modéré » (SA HLM). Le nouveau nom met en exergue la notion, émergente, d'entreprise sociale
En France, 50 % des logements sociaux sont gérés par une ESH, le reste revenant à d'autres organismes tels que les OPH. En 2021, on compte 176 ESH en France, employant 30 000 salariés. Le chiffre d'affaires des ESH est de 9 milliards d'euros[réf. souhaitée] par an.

## La fédération des ESH
Les ESH sont représentées par une fédération dirigée par Didier Poussou. Valérie Fournier préside le bureau fédéral de l'organisation. La fédération des ESH est l'une des familles composant l'USH.